# Стоян Будуров
Стоян Йорданов Будуров е български учен, физикохимик, професор. Ръководи секция в Института по металознание при Българската академия на науките (1969 – 89), както и катедрата по неорганична химична технология във Факултет по химия и фармация на Софийския университет (1979 – 97).
Прави хумболтови специализации и престои в Университета в Гисен (1965 – 66); Университета в Щутгарт (1974, 1990); Университета в Дортмунд (1990 – 91); Университета в Кьолн (1994, 1997). През 1992 година е един от основателите на Хумболтовия съюз в България и негов секретар до 1997 година.
Областите на научните му интереси са физикохимия на твърдото тяло, физикохимия на металите и сплавите, кристален растеж и фазови превръщания, метални стъкла и космическо материалознание. Постига експериментални резултати в областта на:
- термодинамиката на метални сплави и фазови диаграми;
- реакционна кинетика и дифузия в твърди фази;
- получаване на материали в отсъствие на гравитация;
- метастабилни и неравновесни материали, вкл. аморфни и микрокристални сплави на основата на желязо, никел, кобалт, цирконий.[1]

## Награди и отличия
- 1980 – Орден „Червено знаме на труда“,
- 1985 – Орден „Кирил и Методий“ I степен,
- 1988 – медал „100 години Софийски университет“,
- 1992 – Хумболтов медал на Фондация „Александър фон Хумболт“.[1]

## Избрани публикации
- Budurov, S., V. Boshinov, K. Russev. On the Kinetics of Cellular Precipitation in fcc Nickel-Indium Alloys. – Z. Metallkunde, 69, 1978, 104;
- Budurov, S., P. Kovatchev. Chemical Diffusion of Zink into Nickel. – Z. Metallkunde, 65, 1974, 435;
- Budurov, S., P. Kovatchev, N. Stojcev, Z. Kamenova. Über die Eisenseite des Zustandsdiagramms des Systems Eisen-Zink. – Z. Metallkunde, 63, 1972, 348;
- Budurov, S., T. Spassov, T. Marczew. Effects of Non-steady State Nucleation in the Crystallisation Kinetics of the Amorphous Alloy

Fe80B20. – J. Materials Sci., 22, 1987, 3485;
- Budurov, S., T. Spassov, G. Stephani, S. Roth, M. Reibold. Influence of Copper Additions on the Crystallisation of Amorphous Fe-B-Si Alloys. – Materials Sci.& Eng., 97, 1988, 361;
- Budurov, S. A Methastable Mg11Sm Phase Obtained by Rapid Solidification. – Crystal Research & Technol., 28, 1992, 209;
- Lazarova, M., T. Spassov, S. Budurov. DSC and X-Ray Study of Hydrogenated Fe79B14Si7 and Fe60Co25B15 Amorphous Alloys. – Int. J. Rapid Solidification, 8, 1993, 135;
- Spassov, T., S. Budurov. Crystallisation Behaviour of Fe-(Nb,Cu)-Si-B Metallic Glasses. – J. Therm. Analys., 45, 1995, 1557.[1]